# Sojourner Truth
Sojourner Truth do roku 1843 Isabella Baumfree (1797 Swartekill – 26. listopad 1883 Battle Creek) byla afroamerická abolicionistka a bojovnice za ženská práva. Truth se narodila jako otrokyně v Swartekillu (Ulster County, New York), ale v roce 1826 se jí podařilo utéct na svobodu. Truth také patří mezi první černošky, kterým se podařilo vyhrát soudní spor nad bělochem. Svůj nejznámější projev Ain't I A Woman? pronesla v Akronu roku 1851.

## Životopis
Sojourner Truth se narodila do rodiny otroků, která patřila plukovníku Hardenberghovi. Hardenberghovo sídlo se nacházelo v oblasti Swartekill, ve městě Esopus přibližně 150 kilometrů od města New York. Ve svých devíti letech byla Truth, známá pod jménem Belle, prodána v aukci Johnu Nellymu spolu se stádem ovcí za 100 dolarů. Do té doby mluvila Truth pouze nizozemsky. V roce 1808 byla prodána za 105 dolarů Martinu Schryverovi a v roce 1810 Johnu Dumontovi za 175 dolarů. Kolem roku 1815 se Truth zamilovala do otroka jménem Robert, ale Robertův majitel jim vztah zakázal. Robert byl poté krutě zbit a Truth ho již nikdy neviděla. Robert později na následky svých zranění zemřel. V roce 1817 byla Truth Dumontem přinucena vzít si staršího otroka Thomase. Celkem měla Truth pět dětí – s Robertem měla dceru Dianu (1815), s Thomasem syna Petera (1821) a dcery Elizabeth (1825) a Sophii (cca 1826).

### Cesta ke svobodě
V roce 1799 začal v New Yorku proces na uzákonění zrušení otroctví, který trval až do 4. července 1827. Dumont slíbil Truth svobodu, pokud bude věrná a poslušná. Nicméně časem změnil názor a začal tvrdit, že kvůli zranění ruky byla méně produktivní. V roce 1826 Truth utekla se svou malou dcerou Sophií. Musela opustit své ostatní děti, protože ty nebyly ze zákona volné, dokud nesloužily do svých dvaceti let jako otroci. Sojourner nalezla azyl u Isaaca a Marie Van Wagenerových, kteří Dumontovi nabídli, že u nich Truth bude sloužit zbytek roku, než osvobození otroků vejde v platnost, což Dumont za 20 dolarů přijal. Truth později zjistila, že její pětiletý syn Peter byl Dumontem nelegálně prodán do Alabamy. S pomocí Wagenerových vzala Truth případ k soudu, který po několika měsících vyhrála. Truth se tímto stala jednou z prvních černošek, které vedly soudní spor s bělochem a vyhrály ho. Truth se v roce 1829 se svým synem Peterem přestěhovala do New Yorku, stala se křesťankou a sloužila u Elijaha Piersona a později u Roberta Matthewse. Její syn Peter později zmizel na výpravě s velrybářskou lodí, která se v roce 1842 vrátila do přístavu bez něj.

### „Volá mě Pravda”
Dne 1. června 1843 si Truth změnila jméno na Sojourner Truth, stala se metodistkou a zasvětila svůj další život boji za práva žen a za zrušení otroctví. V roce 1844 se přidala ke skupině Northampton Association of Education and Industry, která podporovala práva žen a náboženskou toleranci. Během této doby potkala Williama Lloyda Garrisona, Fredericka Douglasse a Davida Rugglese. V roce 1850 William Lloyd Garisson soukromě vydal její paměti pod názvem The Narrative of Sojourner Truth: A Northern Slave. V tomto roce si Truth také koupila dům v Northamptonu a promluvila na prvním národním shromáždění zabývajícím se právy žen (National Women's Rights Convention ve Worcesteru, Massachusetts).

### „Ain't I a Woman?”
V květnu 1851 Truth vystoupila na shromáždění zabývajícím se právy žen Ohio Women's Rights Convention v Akronu a pronesla tam svou slavnou řeč "Ain't I a Woman?". Existují různé záznamy jejího proslovu, které se v mnohém liší. První verze byla vydaná měsíc po jejím projevu Mariem Robinsonem, majitelem novin, který byl v publiku. Robinsonovo vydání nezahrnovalo ani jednu otázku "Ain't I a Woman?". V roce 1863 Frances Dana Barker Gage publikovala druhou, velmi odlišnou verzi. V této verzi projev Sojourney Truth vykazoval znaky mluvy otroků z Jihu a také obsahoval věty a obraty, které Robinson nezaznamenal. Gage také uvádí, že Truth mluvila o svých třinácti dětech, které byly prodány do otroctví, i když je známo, že Truth měla dětí pět. Tyto dvě verze se také liší reakcí publika na řeč Truth, kdy v druhé novější verzi byla reakce negativní, na rozdíl od původní Robinsonovy verze. Tato novější verze se ale stala historickým standardem a je známá pod názvem "Ain't I a Woman?", jelikož tato věta byla v projevu zaznamenaném Frances Gage čtyřikrát opakovaná. Řeč Truth ale nikdy neměla jižanský charakter, protože byla narozená a vychovaná v New Yorku a do svých devíti let mluvila pouze nizozemsky. Během dalších let Truth přednášela před mnoha lidmi a cestovala po Ohiu ve spolupráci s Mariem Robinsonem.

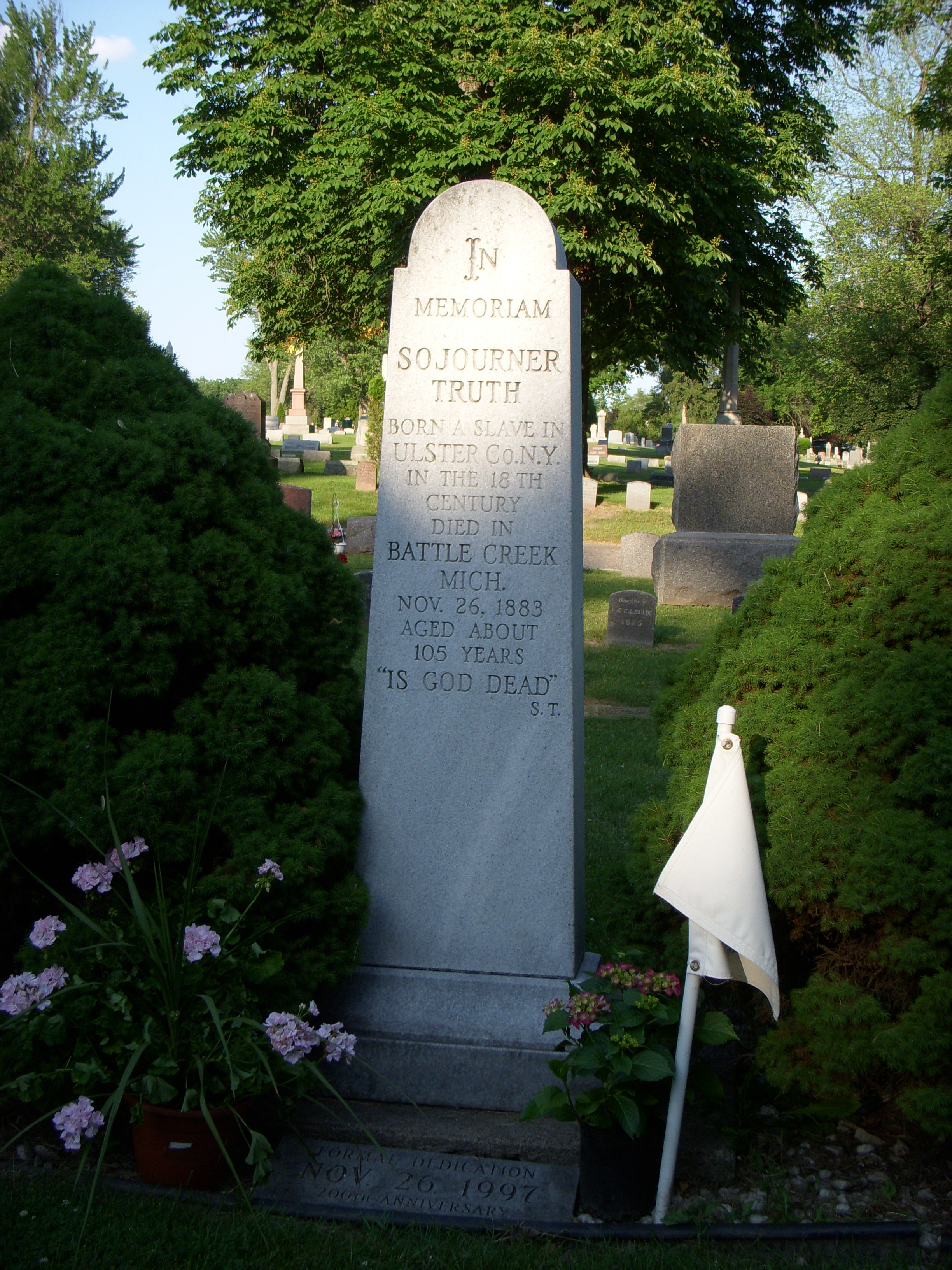
Hrob Sojourner Truth na hřbitově Oak Hill Cemetery v Michiganu

### Mise
V roce 1857 se Sojourner Truth přestěhovala do Harmonie v Michiganu, kde údajně bydlela s dcerou Elizabeth a dvěma vnuky (Jamesem Caldwellem a Sammy Banksem). Během Americké občanské války pomáhala provádět nábor černošských vojáků pro Unii. V roce 1864 se setkala s prezidentem Abrahamem Lincolnem a později také s Ulyssem S. Grantem. Truth dále pokračovala v propagaci ženských práv, osvobození otroků, bojovala za reformu vězení a proti trestu smrti. Mimo jiné se neúspěšně snažila získat práva na pozemky pro bývalé otroky či se pokusila volit v prezidentských volbách.
Sojourner Truth zemřela 26. listopadu 1883 v svém domově v Battle Creeku a byla pochovaná na hřbitově Oak Hill Cemetery vedle své rodiny.

## Zajímavosti
V roce 1995 uspěla Valerii Ambroise s esejí o této ženě u NASA při výběru jména pro rover, který později přistál na Marsu v rámci mise Mars Pathfinder.